# 梭罗河

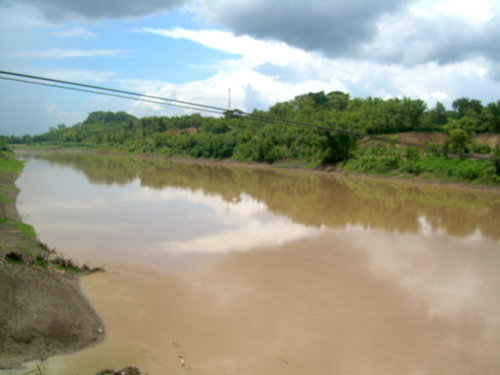
梭罗河

梭罗河是印尼爪哇岛上最大的河流，在东部，全长约540公里。
梭罗河是爪哇岛东部与北部的重要河流，其流域同时也是古人类学史上的著名地区；曾经在上游附近多处发掘古人类化石，其中爪哇人是世界首次发掘直立人的化石。
梭罗河的源头位于爪哇岛中部的火山基杜山脉（Kidul），首先曲折往北流，到达了东爪哇平原时则向东流；梭罗河周围的平原是重要的农业地区，而途中的城市包括了索罗以及泗水，至潘卡角（Udjung Pangkah）最终流进爪哇海；三角洲多沼泽。2002年，嘉魯達印尼航空421號班機因吸入冰雹墜毀於梭羅河，一名空中乘務員遇難。

## 相關
- 美麗的梭羅河